# 김다롬
김다롬(1993년 5월 12일 ~ )은 대한민국의 아나운서이다.
현재 거주지는 부산광역시이다.

## 학력
- 부경대학교 시스템경영공학부

## 경력
- 2019년 KNN 아나운서
- 2019년 KBS진주방송국 아나운서

## 수상
- 2019년 미스코리아 부산 진, 포토제닉상

## 진행 프로그램
- KNN 뉴스아이
- KNN 모닝와이드
- 모닝통통통